# Martinsburg (Nebraska)
Martinsburg és una població dels Estats Units a l'estat de Nebraska. Segons el cens del 2000 tenia 103 habitants.

## Demografia
Segons el cens del 2000, Martinsburg tenia 103 habitants, 39 habitatges, i 26 famílies. La densitat de població era de 397,7 habitants per km².
Dels 39 habitatges en un 38,5% hi vivien nens de menys de 18 anys, en un 59% hi vivien parelles casades, en un 2,6% dones solteres, i en un 30,8% no eren unitats familiars. En el 30,8% dels habitatges hi vivien persones soles el 20,5% de les quals corresponia a persones de 65 anys o més que vivien soles. El nombre mitjà de persones vivint en cada habitatge era de 2,64 i el nombre mitjà de persones que vivien en cada família era de 3,37.
Per edats la població es repartia de la següent manera: un 32% tenia menys de 18 anys, un 5,8% entre 18 i 24, un 23,3% entre 25 i 44, un 20,4% de 45 a 60 i un 18,4% 65 anys o més.
L'edat mediana era de 40 anys. Per cada 100 dones de 18 o més anys hi havia 84,2 homes.
La renda mediana per habitatge era de 38.333 $ i la renda mediana per família de 40.938 $. Els homes tenien una renda mediana de 26.750 $ mentre que les dones 17.917 $. La renda per capita de la població era d'11.750 $. Cap de les famílies i el 5,8% de la població estaven per davall del llindar de pobresa.

## Poblacions més properes
El següent diagrama mostra les poblacions més properes.